# 犬塚直史
犬塚 直史（いぬづか ただし、1954年9月28日 - ）は、日本の政治家、実業家。元参議院議員（1期）。

## 略歴
東京都台東区出身。両親は長崎県五島市出身。立教大学経済学部卒業、ダラス大学大学院経営修士課程修了後、アメリカ合衆国ハワイ州でリゾートホテルを経営する米国法人エバ・インターナショナル・インクの代表取締役を務める。
2000年 第42回衆議院議員総選挙に民主党公認で長崎3区から立候補したが、自由民主党の虎島和夫（当選）、自由党の山田正彦（比例復活）らに敗北し、落選。2003年の第43回衆議院議員総選挙では、同年の民由合併に伴う選挙区調整により、参議院長崎県選挙区への鞍替えが決定し、立候補を見送った。
2004年の第20回参議院議員通常選挙に民主党公認で長崎県選挙区から立候補し、初当選。2010年の第22回参議院議員通常選挙に民主党公認で長崎県選挙区から出馬するが、前長崎県知事の金子原二郎に敗れ、落選。
2012年の第46回衆議院議員総選挙に民主党公認で東京14区から立候補するが、比例東京ブロックで民主党が3議席しか獲得できず惜敗率26.7%のため落選。2013年より長野県の株式会社奥志賀高原リゾート代表取締役社長。
2018年、世界連邦運動・グローバル政策研究所実行委員会に加わる。
2019年6月5日、第25回参議院議員通常選挙で佐賀県選挙区より国民民主党公認で立候補することを発表。7月21日、投開票の結果、落選。その後国民民主党佐賀県連副代表は続投しつつ、活動拠点を東京に移す方針を明らかにした。
2020年9月、立憲民主党に合流し佐賀県連副代表に就いた。2022年7月の第26回参議院議員通常選挙に向けては、立憲民主党佐賀県連が一時犬塚の擁立を模索するも、犬塚は立候補しない意向を示した。
2024年11月の秋の叙勲で、旭日中綬章を受章した。

## 政策
- 「人間の安全保障」の政策化を目指し、以下の3つの目標を定めた。
  - ICC国際刑事裁判所条約の早期締結（ICCのためのローマ規定条約締結は2007年7月17日に実現）
  - 雇用の年齢差別撤廃
  - 国連緊急平和部隊創設
- 選択的夫婦別姓制度の導入に賛成[12][13]。

## 人物
- ワイキキ・ラフウォーター・スイムに3回出場
- 妻の犬塚エブリーヌ[14]は在日フランス人選挙区選出のフランスの議員。犬塚自身も英語・フランス語を話すことができる[1]。

## 発言
- 世界連邦運動・グローバル政策研究所上の「何の未来に向かって努力していまか？」という質問に対し「東アジアの間での信頼醸成」と答えた[4]。

## 役職
- 世界連邦運動・グローバル政策研究所（World Federalist Movement/Institute for Global Policy）共同代表[4]
- 地球規模問題に取組む国際議員連盟（Parliamentarians for Global Action）本部理事
- NPO法人「世界の医療団（Medécins Du Monde）」理事

## 選挙歴
| 当落 | 選挙                     | 執行日         | 年齢 | 選挙区       | 政党         | 得票数     | 得票率 | 定数 | 得票順位 /候補者数 | 政党内比例順位 /政党当選者数 |
| ---- | ------------------------ | -------------- | ---- | ------------ | ------------ | ---------- | ------ | ---- | ------------------ | ---------------------------- |
| 落   | 第42回衆議院議員総選挙   | 2000年06月25日 | 45   | 長崎県第3区  | 民主党       | 2万8589票  | 18.54% | 1    | 3/5                | 16/4                         |
| 当   | 第20回参議院議員通常選挙 | 2004年07月11日 | 49   | 長崎県選挙区 | 民主党       | 34万4606票 | 49.52% | 1    | 1/3                | /                            |
| 落   | 第22回参議院議員通常選挙 | 2010年07月11日 | 55   | 長崎県選挙区 | 民主党       | 27万2043票 | 38.55% | 1    | 2/4                | /                            |
| 落   | 第46回衆議院議員総選挙   | 2012年12月16日 | 58   | 東京都第14区 | 民主党       | 2万4277票  | 11.39% | 1    | 4/7                | 20/3                         |
| 落   | 第25回参議院議員通常選挙 | 2019年07月21日 | 64   | 佐賀県選挙区 | 旧国民民主党 | 11万5843票 | 38.35% | 1    | 1/2                | /                            |